# 133527 Фредерлі
133527 Фредерлі (133527 Fredearly) — астероїд головного поясу, відкритий 5 жовтня 2003 року.
Тіссеранів параметр щодо Юпітера — 3,182.